# Mistrzostwa Europy w Saneczkarstwie 1934
4. Mistrzostwa Europy w saneczkarstwie 1934 odbyły się w niemieckim Ilmenau. Rozegrane zostały trzy  konkurencje: jedynki kobiet, jedynki mężczyzn oraz dwójki mężczyzn. W tabeli medalowej najlepsze były Niemcy.

## Wyniki

### Jedynki kobiet
| Medal | Zawodniczka                 | Narodowość     | Czas | Strata |
| ----- | --------------------------- | -------------- | ---- | ------ |
|       | Hanni Fink                  | Czechosłowacja |      |        |
|       | Adela Raimannová            | Czechosłowacja |      |        |
|       | Gertrude Porsche-Schinkeová | Czechosłowacja |      |        |

### Jedynki mężczyzn
| Medal | Zawodnik       | Narodowość     | Czas | Strata |
| ----- | -------------- | -------------- | ---- | ------ |
|       | Martin Tietze  | III Rzesza     |      |        |
|       | Rudolf Maschke | Czechosłowacja |      |        |
|       | Alfred Posselt | Czechosłowacja |      |        |

### Dwójki mężczyzn
| Medal | Zawodnicy                     | Narodowość     | Czas | Strata |
| ----- | ----------------------------- | -------------- | ---- | ------ |
|       | Walter Feist/Walter Kluge     | III Rzesza     |      |        |
|       | Rudolf Hermann/Rudolf Maschke | Czechosłowacja |      |        |
|       | Josef Heller/Albert Krauss    | Czechosłowacja |      |        |

## Klasyfikacja medalowa
| Miejsce | Państwo        |   |   |   | Razem |
| ------- | -------------- | - | - | - | ----- |
| 1.      | III Rzesza     | 2 | 0 | 0 | 2     |
| 2.      | Czechosłowacja | 1 | 3 | 3 | 7     |